# دالتون فريمان
دالتون فريمان (بالإنجليزية: Dalton Freeman)‏ هو لاعب كرة قدم أمريكية أمريكي، ولد في 18 يونيو 1990 في بيليون في الولايات المتحدة.

## وصلات خارجية
- دالتون فريمان على موقع مرجع كرة القدم المحترفة.كوم (الإنجليزية)